# نوراود
نوراود (به لاتین: Nüravud) یک منطقهٔ مسکونی در جمهوری آذربایجان است که در شهرستان لریک واقع شده‌است. نوراود ۱٬۵۴۲ نفر جمعیت دارد.

## ریشه واژه
مردم تالش‌تبار ساکن در این ناحیه این روستا را با نام نورابود می‌شناسند. نورا در زبان تالشی به‌معنی رشته‌کوه یا سنگ شیب‌دار و وود یا بود به‌معنی تپه و مکان استقرار است و نوراود یعنی روستایی که در نزدیکی رشته‌کوه و در ارتفاع بنا شده‌است.